# Kaliforniens domstolsväsen

Kaliforniens flagga.

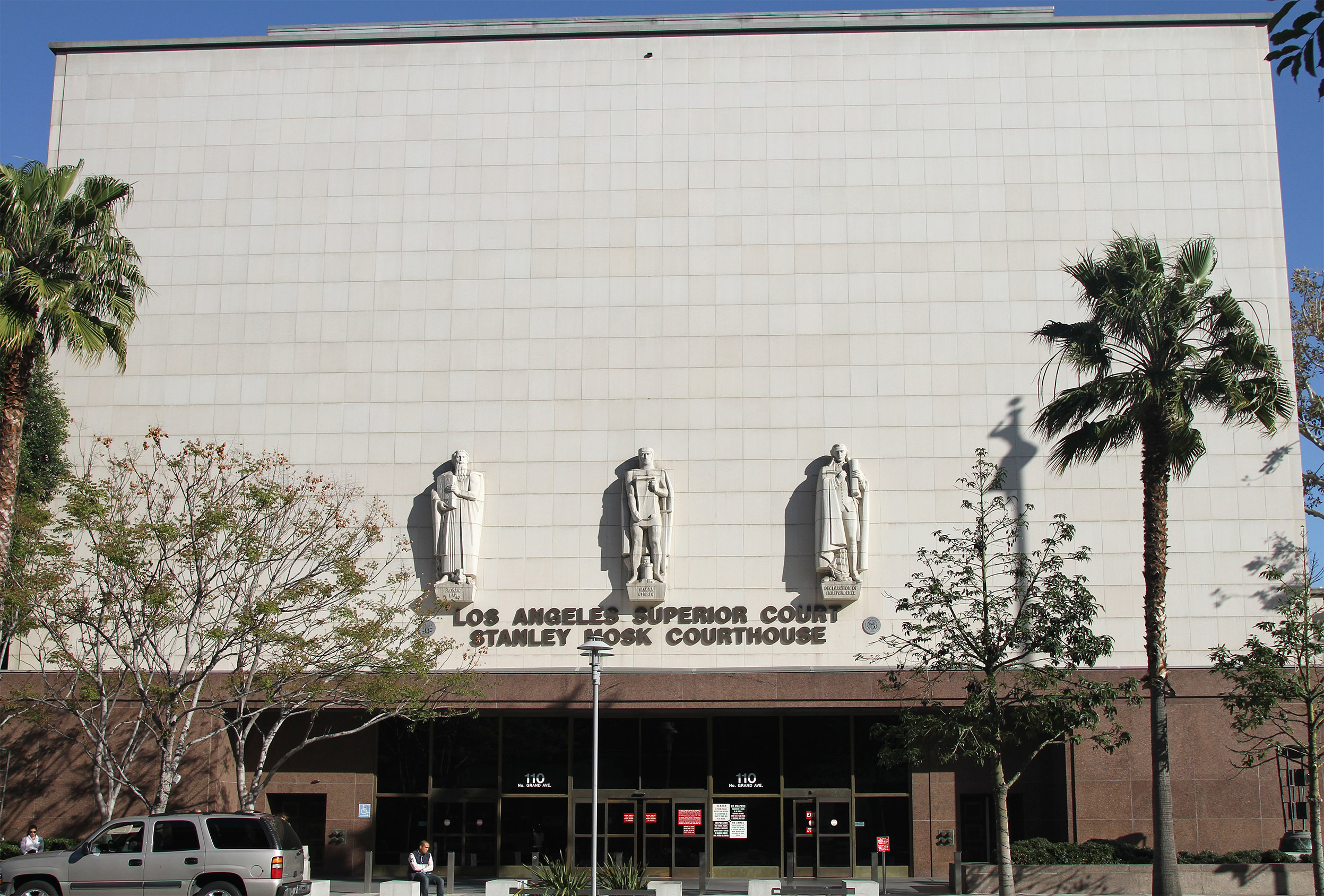
Stanley Mosk Courthouse, säte för Los Angeles County Superior Court.

Kaliforniens domstolsväsen är de delstatliga domstolar i Kalifornien som utgör den dömande makten i delstatsstyret och som härleder sin domsrätt från artikel VI i Kaliforniens konstitution.

## Domstolar
I Kalifornien finns domstolar på tre nivåer.
Superior Court är första instans de flesta brott- och civilmål och det finns en Superior Court för varje av delstatens 58 countyn.
På nästa nivå finns sex appellationsdomstolar med geografisk indelning. Kaliforniens högsta domstol (engelska: California Supreme Court) är delstatens högsta rättsliga instans har sitt säte i San Francisco.
Kaliforniens delstatliga domstolar existerar parallellt med och ska inte förväxlas med federala domstolar. Federala domstolar har jurisdiktion i frågor som rör federal lag samt i diversity jurisdiction, dvs när 2 parter i civilrättsliga mål härrör från andra delstater eller utlandet samt när omtvistade värdet överstiger 75 000 amerikanska dollar.

### Superior Court

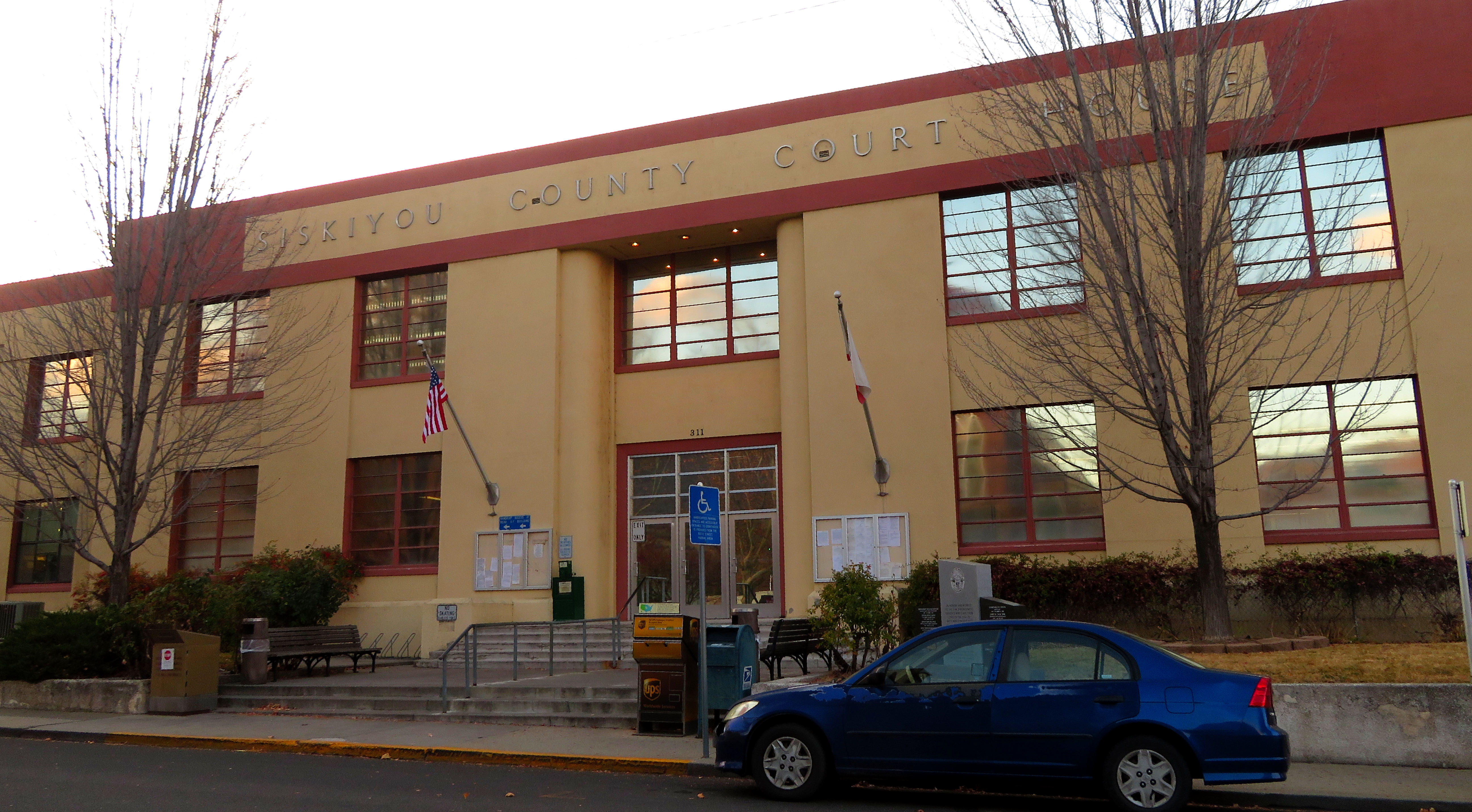
Siskiyou County Superior Court i Yreka.

I varje county i delstaten finns en Superior Court. Dessa 58 Superior Courts har jurisdiktion som första instans över nästan alla straffrättsliga, civilrättsliga, familje-, skiftes- och småmålsärenden inom respektive county.
En Superior Court har jurisdiktion över:
- Alla civilrättsliga mål (familjerätt, bouppteckningar, ungdomsmål och andra civilrättsliga mål);
- Alla brottmål (allvarligare brott, mindre förseelser och överträdelser);
- Överklaganden av småmålsärenden;
- Överklaganden av civilmål som involverar 35 000 amerikanska dollar eller mindre ;
- Överklaganden av överträdelser (som trafikböter) och förseelser.

#### Domare
Domare till en Superior Court väljs av countyts väljare på 6-åriga mandatperioder i partilösa val. Om en vakans uppstår utses domare till en Superior Court av Kaliforniens guvernör och måste återväljas av väljarna i respektive county vid nästa allmänna val för att kvarstå i befattningen. 
För behörighet att tjänstgöra som domare krävs att vederbörande varit antagen till California State Bar i minst 10 år innan utnämningen.

#### Juryurval
Jurymedlemmar, för såväl åtalsjury och rättegångsjury, väljs slumpmässigt ut från befolkningen med hjälp av delstatens register för väljarregistrering och körkortsinnehav. 
Det är inte tillåtet att samtidigt tjänstgöra i åtalsjury och rättegångsjury. En åtalsjury består i Kalifornien av 19 jurymedlemmar och agerar enbart som ett kollektiv.
Vidare måste en jurymedlem vara 18 år, amerikansk medborgare, bosatt i samma county i ett år innan urval, tala och förstå engelska, inte inneha något folkvalt ämbete samt vara laglydig, med gott omdöme och genomsnittlig intelligens.

### Courts of Appeal
| First District  | Second District | Third District |
| Fourth District | Fifth District  | Sixth District |

Karta över den geografiska indelningen av California Courts of Appeal.

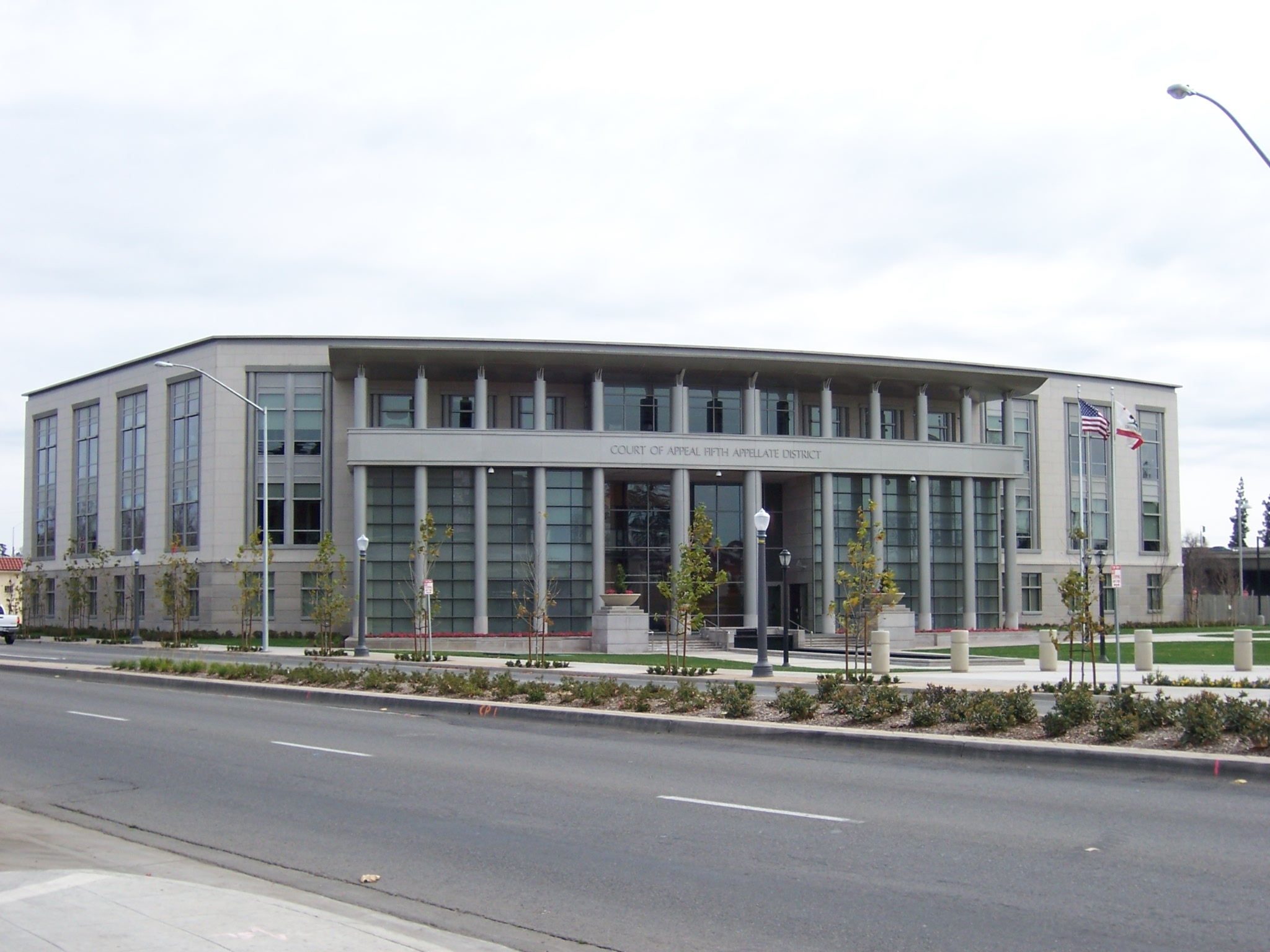
Domstolsbyggnaden i Fresno för California Court of Appeal for the Fifth District.

Appellationsdomstolarna hanterar civilrättsliga och straffrättsliga överklaganden och granskar juridiska fel från lägre instans, vanligen Superior Court.
I varje mål deltar 3 domare och 2 instämmanden krävs för kvorum.
| Namn                                               | Säte                                                                                | Countyn som omfattas | Antal domare | Not    |
| -------------------------------------------------- | ----------------------------------------------------------------------------------- | --- | ------------ | ------ |
| California Court of Appeal for the First District  | San Francisco                                                                       | - Alameda - Contra Costa - Del Norte - Humboldt - Lake - Marin - Mendocino - Napa - San Francisco - San Mateo - Solano - Sonoma                                                                                         | 20           | [ 8 ]  |
| California Court of Appeal for the Second District | Los Angeles Ventura (6:e avdelningen)                                               | - Los Angeles - San Luis Obispo - Santa Barbara - Ventura | 32           | [ 9 ]  |
| California Court of Appeal for the Third District  | Sacramento                                                                          | - Alpine - Amador - Butte - Calaveras - Colusa - El Dorado - Glenn - Lassen - Modoc - Mono - Nevada - Placer - Plumas - Sacramento - San Joaquin - Shasta - Sierra - Siskiyou - Sutter - Tehama - Trinity - Yolo - Yuba | 11           | [ 10 ] |
| California Court of Appeal for the Fourth District | San Diego (1:a avdelningen) Riverside (2:a avdelningen) Santa Ana (3:e avdelningen) | - Imperial - Inyo - Orange - Riverside - San Bernardino - San Diego | 25           | [ 11 ] |
| California Court of Appeal for the Fifth District  | Fresno                                                                              | - Fresno - Kern - Kings - Madera - Mariposa - Merced - Stanislaus - Tulare - Tuolumne | 10           | [ 12 ] |
| California Court of Appeal for the Sixth District  | San Jose                                                                            | - Monterey - San Benito - Santa Clara - Santa Cruz | 7            | [ 13 ] |

#### Domare
Även domare till appellationsdomstolarna är folkvalda. Dessa domare utses av Kaliforniens guvernör, efter godkännande av kommissionen för utnämningar av domare (engelska: Commission on Judicial Appointments). Kommissionen består av Kaliforniens attorney general, ordföranden i Kaliforniens högsta domstol samt ordföranden i det distrikt som utnämningen ska ske till.
Efter utnämning och bekräftelse måste domare i en appellationsdomstol godkännas vid nästa allmänna val. Domarvalen sker samtidigt med valen till Kaliforniens delstatsförsamling, som hålls vartannat år. Väljarna avgör om domaren ska sitta kvar genom att rösta "ja" eller "nej" huruvida domaren ska få sitta kvar i ämbetet. De domare som godkänns av väljarna sitter därefter på 12-åriga mandatperioder. Om domaren inte godkänns av väljarna med majoritetsröst, utser guvernören en ny domare för att fylla den vakanta tjänsten, som återigen måste godkännas av kommissionen för utnämningar av domare och senare av väljarna i nästkommande val. En domare som tjänstgjort i en folkvald mandatperiod på 12 år kan ställa upp för omval.

### Supreme Court

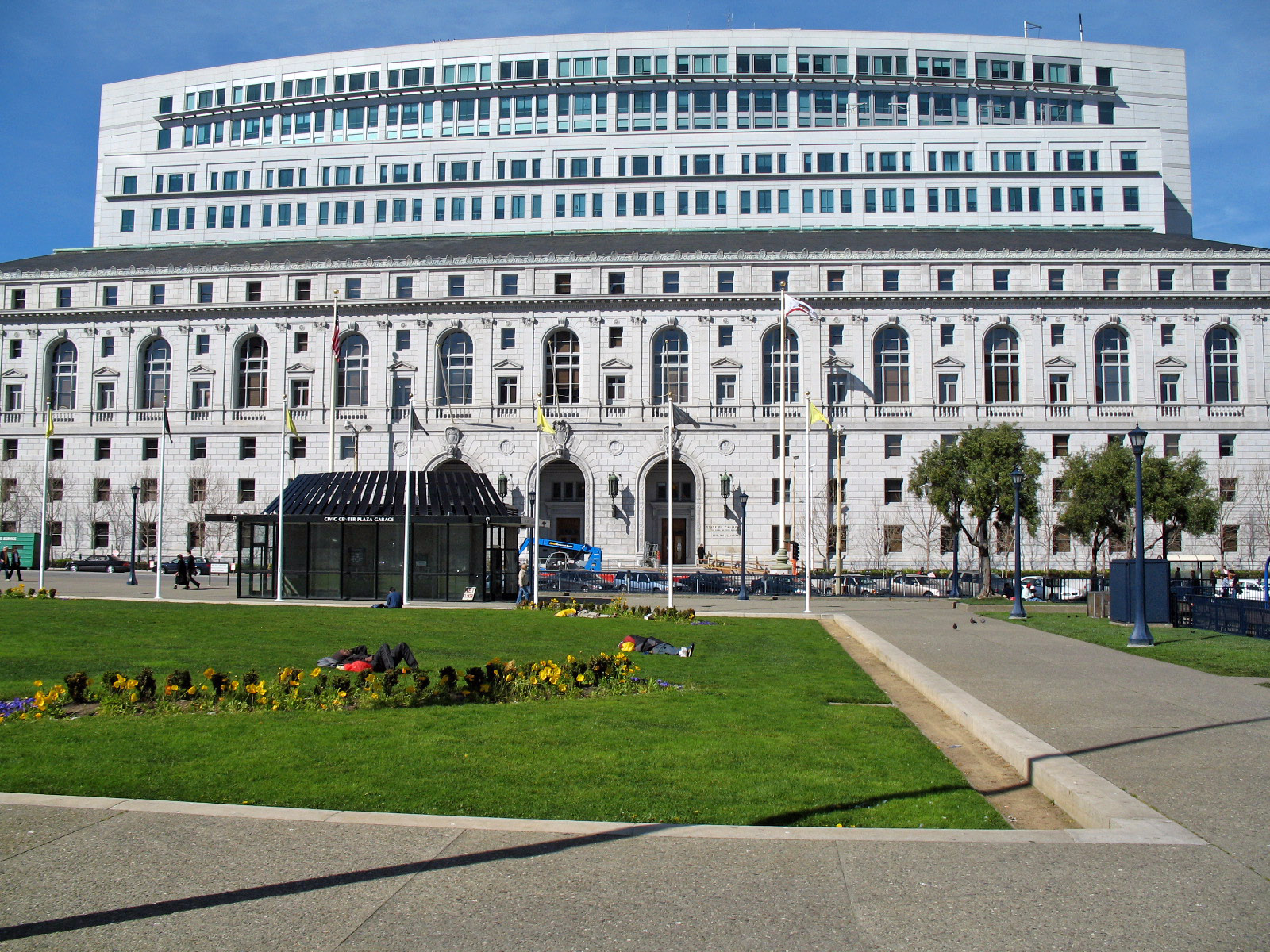
Earl Warren Building i San Francisco som är säte för Supreme Court of California.

Kaliforniens högsta rättsliga instans prövar mål som rör väsentliga frågor och kan pröva överklagade mål från de 6 appellationsdomstolarna. I sällsynta fall kan mål som på berör USA:s konstitution kan överklagas vidare till USA:s högsta domstol.
Högsta domstolen granskar även rekommendationer från Commission on Judicial Performance och California State Bar gällande disciplinära åtgärder mot domare, åklagare och andra jurister. I brottmål där dödsstraff utdömts går överklagandet automatiskt från första instans (Superior Court) till Kaliforniens högsta domstol.
Högsta domstolen består av en chefsdomare samt ytterligare 6 domare. 4 domare med instämmande röst är krävs för kvorum. Domarna i högsta domstolen tillsätts enligt samma förfarande som för domarna i appellationsdomstolarna.

## Guvernören
Kaliforniens guvernör kan bevilja nåd för de som är dömda i delstatens domstolar.
Guvernören har ensamrätt att besluta om utlämningsförfrågningar från andra delstater, att antingen godkänna eller neka överföring av individer till åtal eller avtjäna straff i andra jurisdiktioner.

## Attorney General

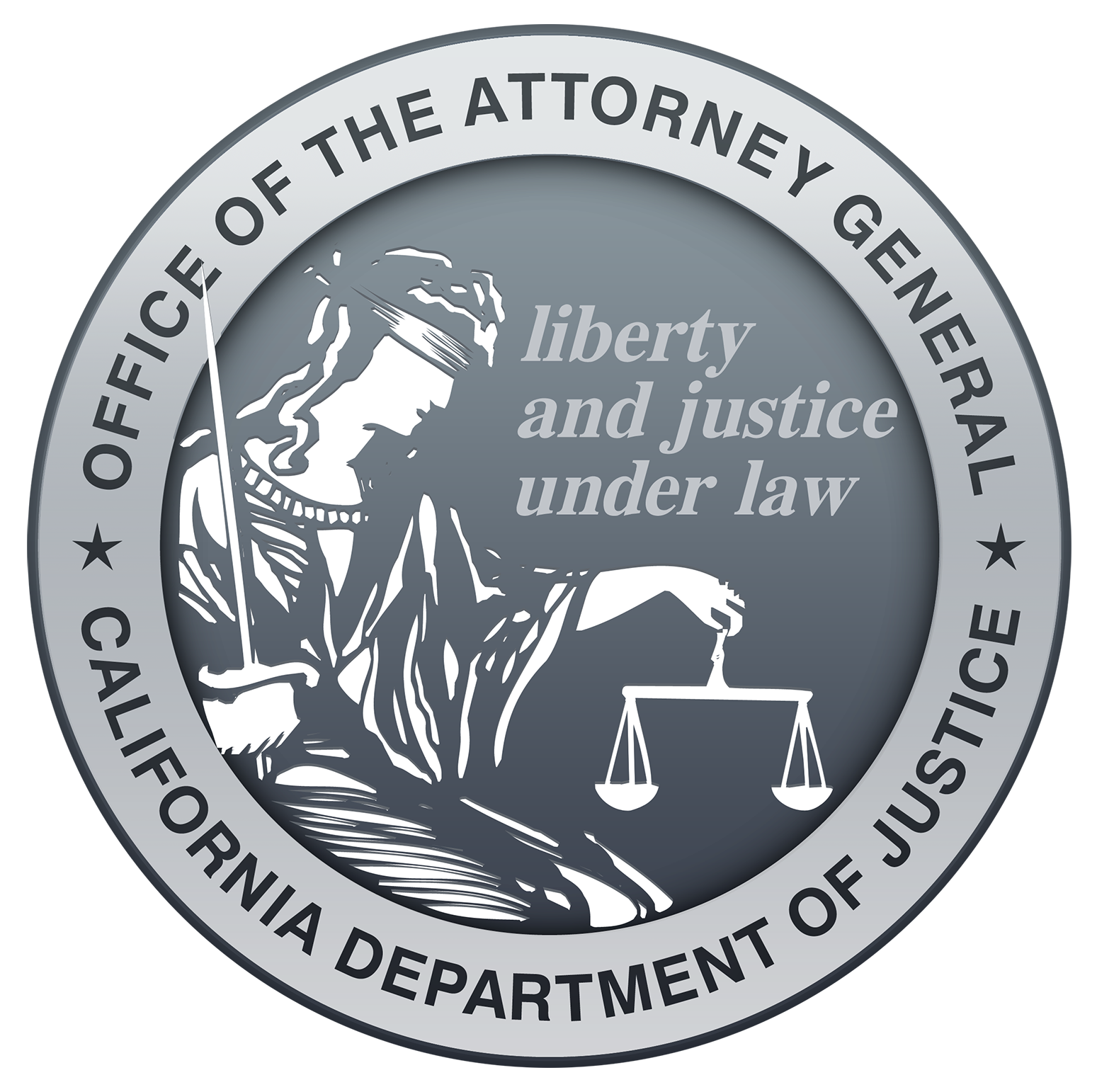
Sigill för Kaliforniens attorney general.

Kaliforniens attorney general är chef för Kaliforniens justitiedepartementet (engelska: California Department of Justice). Attorney General är folkvald på samma villkor som guvernören.
- Har jurisdiktion över hela delstaten och hanterar ärenden som involverar komplexa eller betydande ärenden som påverkar Kaliforniens allmänna intressen, särskilt över countygränser eller när delstatliga myndigheter är inblandade.[20]
- Kan överta åtal om en distriktsåklagare begär det, om distriktsåklagare är diskvalificerad eller oförmögen att agera, eller i fall av större betydelse.[22][23]
- Leder vissa specialiserade åtal, som miljö-, antitrust-, konsumentskydds- och medborgerliga rättigheter, samt har överklagandejurisdiktion i brottmål.[20]
- Har direkt tillsyn över varje distriktsåklagare och sheriffer.[20]

## Distriktsåklagare
I varje county finns en distriktsåklagare som är folkvald. Distriktsåklagaren leder respektive åklagarämbete och för åtal i brottmål under Kaliforniens lagar för brott begångna inom sitt countys gränser, leder brottsutredningar och har övergripande ansvar för allmän säkerhet.
Distriktsåklagarens funktion är kvasi-rättslig till sin natur och vederbörande har diskretionär befogenhet att avgöra ifall åtal ska väckas. Åtalsjuryn sammankallas på begäran av distriktsåklagaren. Åtalsjuryns beslut är inte giltigt utan distriktsåklagarens underskrift.

## Sheriff

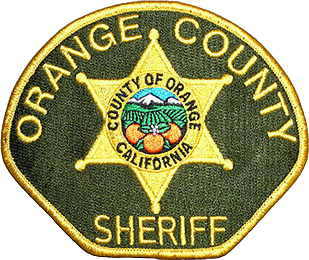
Ärmmärke för Sheriffämbetet i Orange County.

I varje county finns även en folkvald sheriff. Sheriffen är ansvarig för att upprätthålla delstatlig lagstiftning och lokala föreskrifter, driva häkten, delgivning, eftersökning av försvunna personer och säkerheten för respektive countys Superior Court. Sheriffens befogenheter gällande brottsbekämpning överlappar delvis med lokal polis, där sådan finns fungerar sheriffen mer som en hjälpresurs för polisen.
Los Angeles County Sheriff's Department är den numerärt största sheriffmyndigheten i hela USA.